# Scorțeni, Bacău
Scorțeni (în maghiară Eszkorcén) este satul de reședință al comunei cu același nume din județul Bacău, Moldova, România.